# Йодати

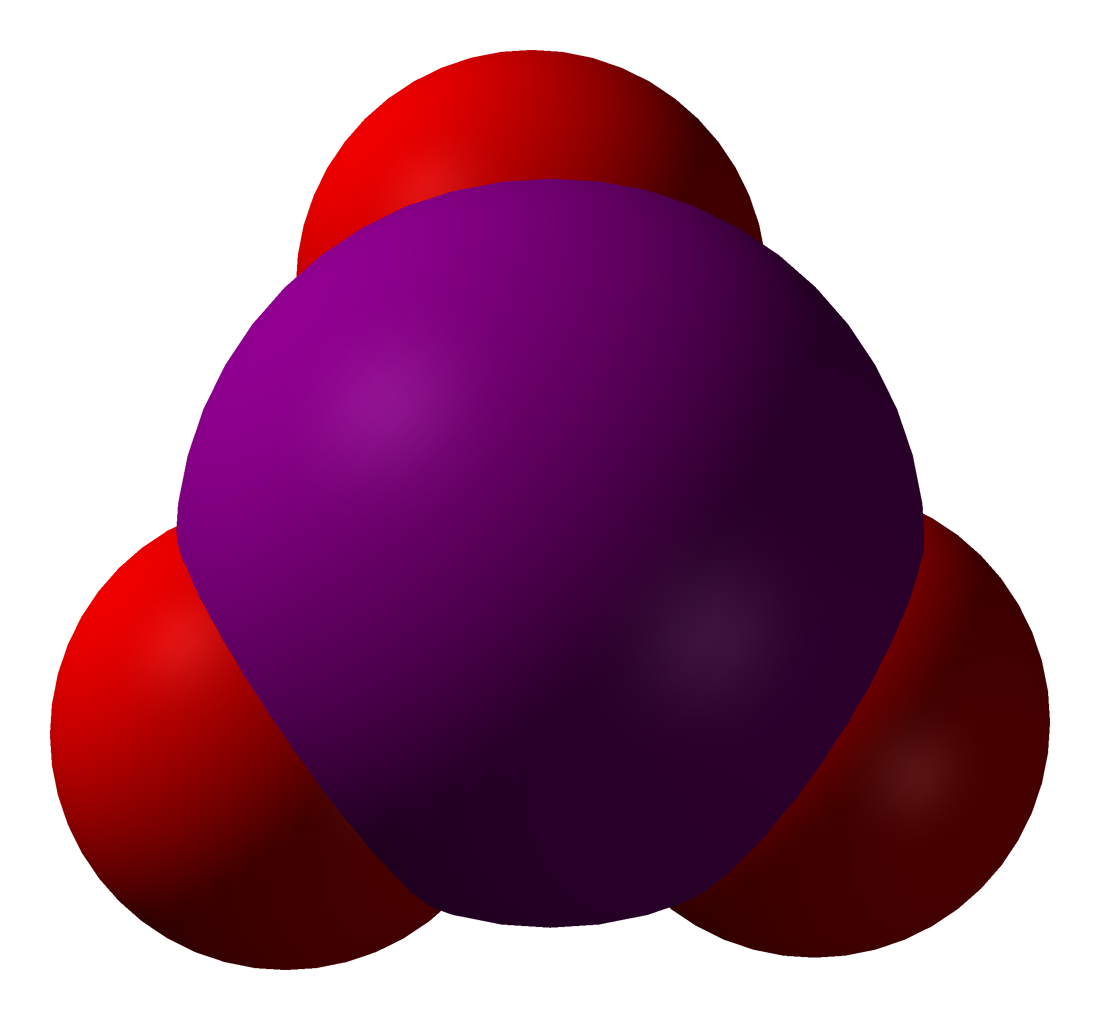
Аніон IO_{3}^{-} (йодат - іон)

Йода́ти (рос. йодаты, англ. iodates, нім. Jodate n pl) — солі йодатної кислоти HIO3. Сполуки кристалічні, розчинні у воді.
Приклад йодатів — мінерал лаутарит Ca(IO3)2.
Йодат-іон — однозарядний аніон, що містить атом Йоду і три атоми Оксигену.